# (6604) Ilias
(6604) Ilias es un asteroide perteneciente al cinturón de asteroides, descubierto el 16 de agosto de 1990 por Eric Walter Elst desde el Observatorio de La Silla, Chile.

## Designación y nombre
Designado provisionalmente como 1990 QE8. Fue llamado así por la mayor de las epopeyas griegas, la Ilíada de Homero. La obra fue dividida más tarde, más o menos arbitrariamente, por los expertos alejandrinos en 24 libros de unos 500-800 versos cada uno. Aunque la guerra de Troya duró diez años, Homero sólo reseñó un pequeño episodio de ella. El rey Agamenón debía entregar a Criseida, capturada, a su padre, y exigió a Briseida, entonces amante de Aquiles, para él. Entonces Aquiles se retiró de la batalla con todos sus hombres. Sin embargo, después de que su amigo Patroclo fuera asesinado por Héctor, Aquiles reanudó la lucha y mató a Héctor. La epopeya termina con el funeral de Patroclo. El nombre también honra a Ilias, nacido el 28 de octubre de 1995, el primer nieto del descubridor e hijo de Sigyn y Philip de Jager-Elst.

## Características orbitales
Ilias está situado a una distancia media del Sol de 2,780 ua, pudiendo alejarse hasta 2,909 ua y acercarse hasta 2,650 ua. Su excentricidad es 0,047 y la inclinación orbital 6,426 grados. Emplea 1692,61 días en completar una órbita alrededor del Sol.

## Características físicas
La magnitud absoluta de Ilias es 13,46.